# Николаевский тупик

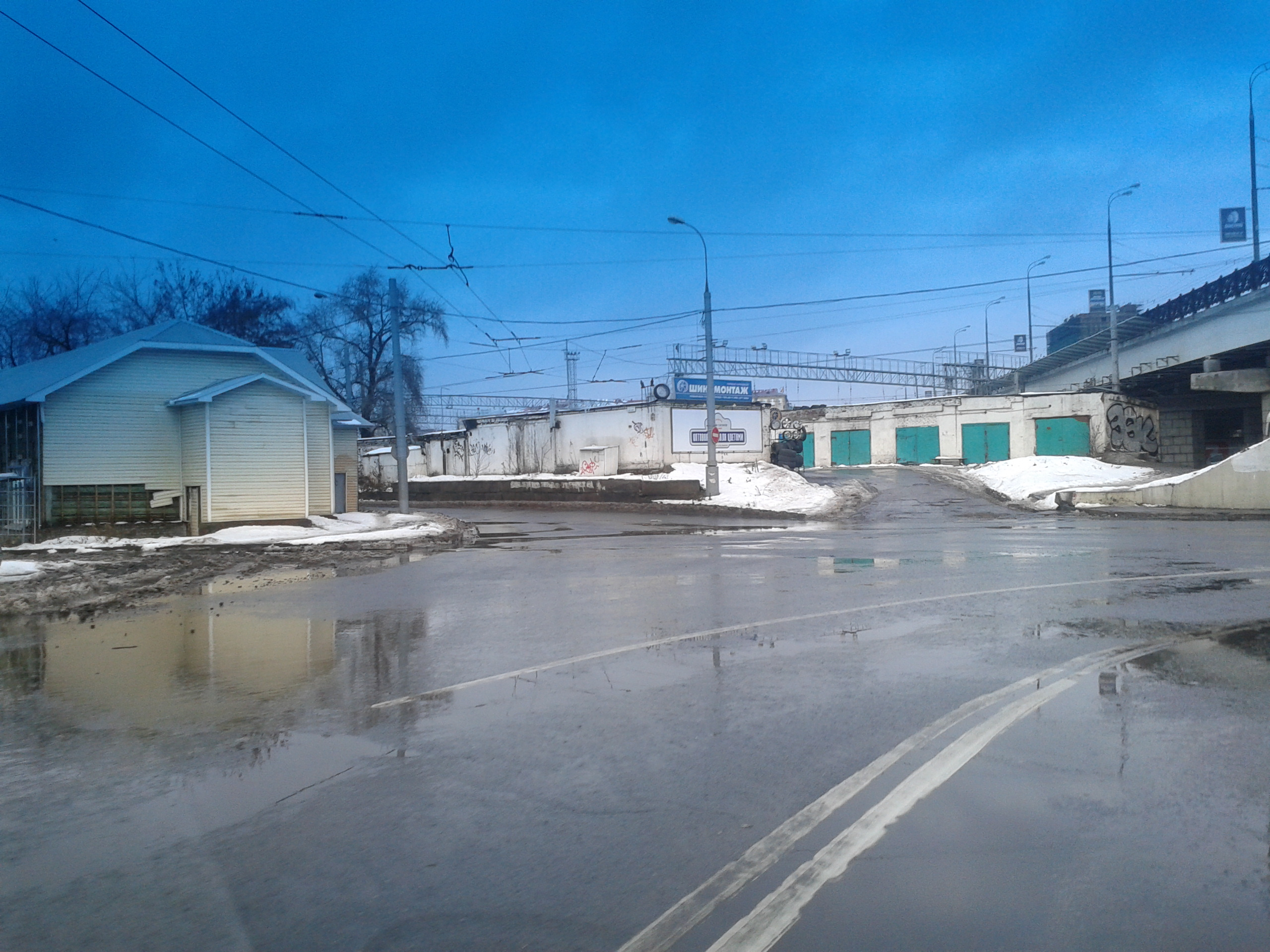
Начало тупика из-под Крестовского путепровда

Никола́евский тупи́к — небольшая улица на севере Москвы в районе Марьина Роща Северо-Восточного административного округа, от Рижской площади между железнодорожными линиями. Назван в XIX веке как примыкающий к Николаевской (ныне Октябрьской) железной дороге, связывающей Санкт-Петербург с Москвой.

## Расположение
Николаевский тупик начинается от Рижской площади у здания Рижского вокзала около съезда с проспекта Мира и проходит на север между железнодорожными линиями пригородных поездов (справа) и основными путями (слева). На нём находится Музей железнодорожной техники и отстойно-разворотная площадка троллейбусов, при въезде на которую установлен знак 3.1.

## Учреждения
- Дом 1А — Трансресторансервис